# Zonantes nubifer
Zonantes nubifer es una especie de coleóptero de la familia Aderidae.

## Distribución geográfica
Habita en  sureste de Estados Unidos.